# Luckau
Luckau (niedersorbisch Łukow) ist eine Stadt im Landkreis Dahme-Spreewald in Brandenburg. Sie zählte, vor allem vor dem Dreißigjährigen Krieg, zu den wichtigsten Städten der Niederlausitz und war vom 15. Jahrhundert bis 1993 durchgehend Kreisstadt verschiedener Landkreise. Luckau ist Mitglied der Arbeitsgemeinschaft Städte mit historischen Stadtkernen des Landes Brandenburg.

## Geographie
Das Gebiet der Stadt Luckau in der Niederlausitz zählt mit 207,44 Quadratkilometern zu den flächengrößten Gemeinden in Deutschland und ist größer als etwa die Stadt Stuttgart. Es erstreckt sich entlang der Nordseite des Lausitzer Grenzwalles und wird von Berste und Wudritz durchflossen, die beide in die Spree münden. Den höchsten Punkt des Gemeindegebietes bildet der Mühlenberg im Süden mit 120 m ü. NHN. Die südliche Hälfte des Gebietes der Stadt ist in den Naturpark Niederlausitzer Landrücken eingebettet. Zwischen den Ortsteilen Schlabendorf am See und Fürstlich Drehna liegt der ehemalige Tagebau Schlabendorf-Süd des Lausitzer Braunkohlereviers.
Im Landkreis Dahme-Spreewald grenzen im Südwesten die amtsfreie Gemeinde Heideblick, im Norden – im Amt Unterspreewald – die Gemeinden Drahnsdorf, Kasel-Golzig und Bersteland, und im Nordosten die Kreisstadt Lübben (Spreewald) an Luckau. Im Osten und Südosten grenzt Luckau an die Städte Lübbenau/Spreewald und Calau im Landkreis Oberspreewald-Lausitz. Im Süden grenzt Luckau an die Gemeinden Massen-Niederlausitz und Crinitz im Amt Kleine Elster-Niederlausitz im Landkreis Elbe-Elster. Im Nordwesten (südlich der Dahme, die dort die Grenze zu Drahnsdorf bildet) gibt es eine kurze Grenze zur Gemeinde Dahmetal im Amt Dahme/Mark im Landkreis Teltow-Fläming.

## Stadtgliederung
Zu Luckau gehören folgende Ortsteile mit den zugehörigen bewohnten Gemeindeteile und Wohnplätzen (die Einwohnerzahlen beziehen sich auf den 30. April 2023):
- Bergen; 64 Einwohner
- Cahnsdorf mit dem Wohnplatz Siedlung; 357 Einwohner
- Duben mit den Gemeindeteilen Alteno, Freiimfelde und Kaden; 645 Einwohner
- Egsdorf; 98 Einwohner
- Freesdorf; 46 Einwohner
- Fürstlich Drehna mit dem Gemeindeteil Tugam; 286 Einwohner
- Gießmannsdorf; 272 Einwohner
- Görlsdorf mit den Gemeindeteilen Frankendorf und Garrenchen sowie dem Wohnplatz Wanninchen; 509 Einwohner
- Karche-Zaacko mit dem Gemeindeteil Schollen und den Wohnplätzen Karche und Zaacko; 195 Einwohner
- Kreblitz; 156 Einwohner
- Kümmritz; 102 Einwohner
- Paserin; 105 Einwohner
- Rüdingsdorf; 74 Einwohner
- Schlabendorf am See; 270 Einwohner
- Terpt; 160 Einwohner
- Uckro; 323 Einwohner
- Wierigsdorf mit dem Wohnplatz Drei Linden; 83 Einwohner
- Willmersdorf-Stöbritz mit den Wohnplätzen Stöbritz und Willmersdorf; 134 Einwohner
- Zieckau mit dem Gemeindeteil Caule; 172 Einwohner
- Zöllmersdorf mit dem Gemeindeteil Pelkwitz; 157 Einwohner

Zur Kernstadt Luckau mit 5359 Einwohnern gehören der Gemeindeteil Wittmannsdorf sowie die Wohnplätze Calauer Vorstadt, Sando und Sandoer Vorstadt.

## Geschichte

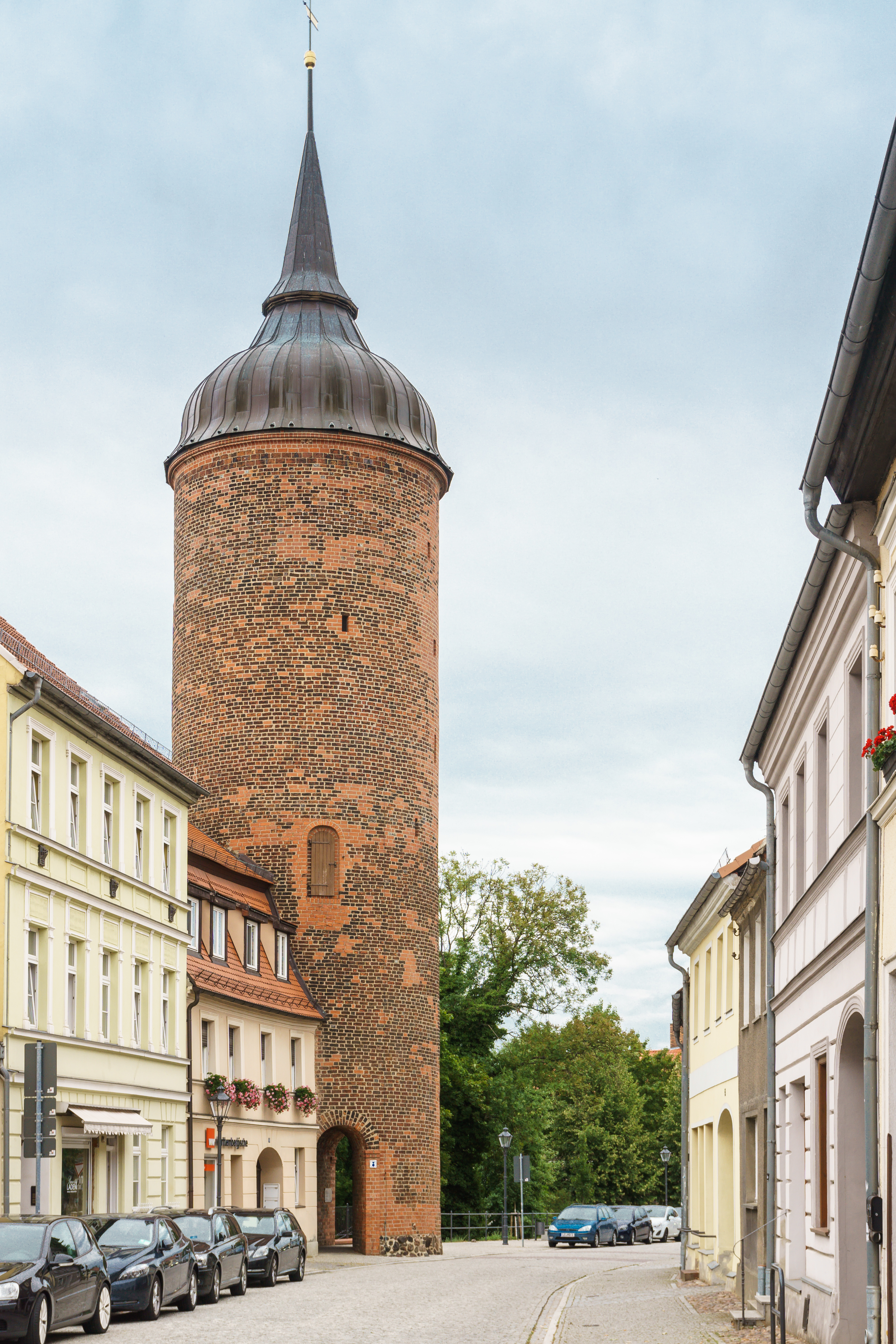
Der im 13. Jahrhundert errichtete „Rote Turm“ der Luckauer Stadtbefestigung

Die älteste Überlieferung der Stadt geht auf eine Urkunde vom 19. Januar 1276 zurück, in der sie als Lukkowe erwähnt wird. Nördlich der Stadt befand sich früher ein slawischer Burgwall, der später mit einer Burg aus frühdeutscher Zeit überbaut wurde. 1291 wurde Luckau ein Dominikanerkloster errichtet. Im Dezember 1351 wurde der Luckauer Vertrag in der Stadt geschlossen. Als wohlhabende Stadt wurde Luckau 1492 zu einer der Hauptstädte der Niederlausitz. Zu diesem Zeitpunkt war Luckau eine gemischt deutsch- und sorbischsprachige Kleinstadt in sorbischsprachiger Umgebung. Noch Ende des 18. Jahrhunderts verlief die deutsch-(nieder)sorbische Sprachgrenze nur drei Kilometer nordöstlich der Stadt, schon die Nachbardörfer Schollen, Karche, Zaacko und Cahnsdorf waren zu diesem Zeitpunkt noch sorbischsprachig.
Vom 14. Jahrhundert an bis etwa 1690 wurden zahlreiche Dörfer in der Umgebung unter die Lehnshoheit des Luckauer Rates gestellt. Als Gewerbe waren im 15. Jahrhundert unter anderem die Brauerei, die Textilindustrie vertreten. Als Kreuzungspunkt der historischen Handelswege Salzstraße und Messestraße war Luckau zudem ein wichtiger Warenumschlagplatz. Das Kloster Luckau wurde spätestens 1569 säkularisiert und der Stadt überlassen. Mit dem Prager Frieden 1635 wurde der sächsische Kurfürst mit dem Markgraftum Niederlausitz belehnt, das bis dahin unter böhmischer Lehnshoheit stand. Im Dreißigjährigen Krieg bauten die Schweden die Stadt Luckau als Hauptstützpunkt aus; sie erlitt infolge der anschließenden Auseinandersetzungen starke Zerstörungen. Der Krieg führte ferner zu einer Stagnation und schließlich zum Rückgang der wirtschaftlichen Aktivitäten.

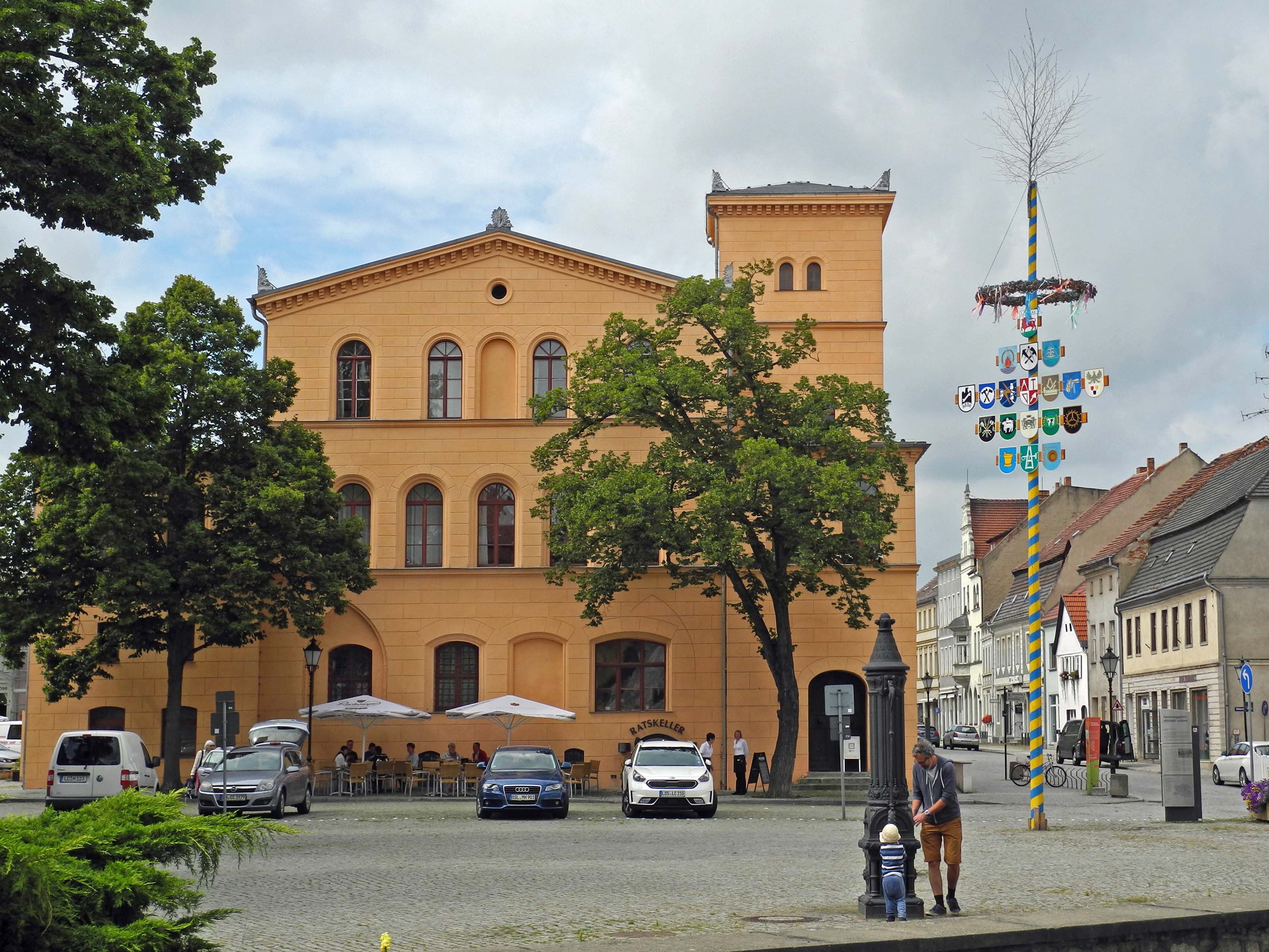
Luckauer Rathaus von 1675, die Aufstockung erfolgte im Jahr 1851

Das Rathaus von Luckau wurde 1652 bei einem Brand zerstört und bis 1675 wieder aufgebaut. Im Jahr 1755 umfasste die Stadt Luckau 2013 Einwohner. Am 4. Juni 1813 wurde während der Freiheitskriege im Gefecht bei Luckau der Vormarsch französischer Verbände auf Berlin durch die verbündeten russisch-preußischen Truppen vereitelt. Im Rahmen einer Truppeninspektion weilte Napoleon am 20. und 21. Juli 1813 in Luckau. Er bezog Quartier in der oberen Etage des Sommerhauses des Kaufmanns Vogt. Dieser Kaufmann war damals der reichste Mann der Stadt. Er war so reich, dass sogar die Stadt Luckau sich von ihm Geld auslieh. Da es in dieser Julinacht sehr kalt war, ließ sich Napoleon eine kupferne Wärmflasche ans Bett bringen. Diese Wärmflasche ist heute noch im Niederlausitz-Museum Luckau zu besichtigen. Durch Beschluss des Wiener Kongresses von 1815 wurde die Niederlausitz preußisch, das Markgraftum aufgelöst und das Gebiet der Niederlausitz und damit auch die Stadt Luckau der Provinz Brandenburg angeschlossen.

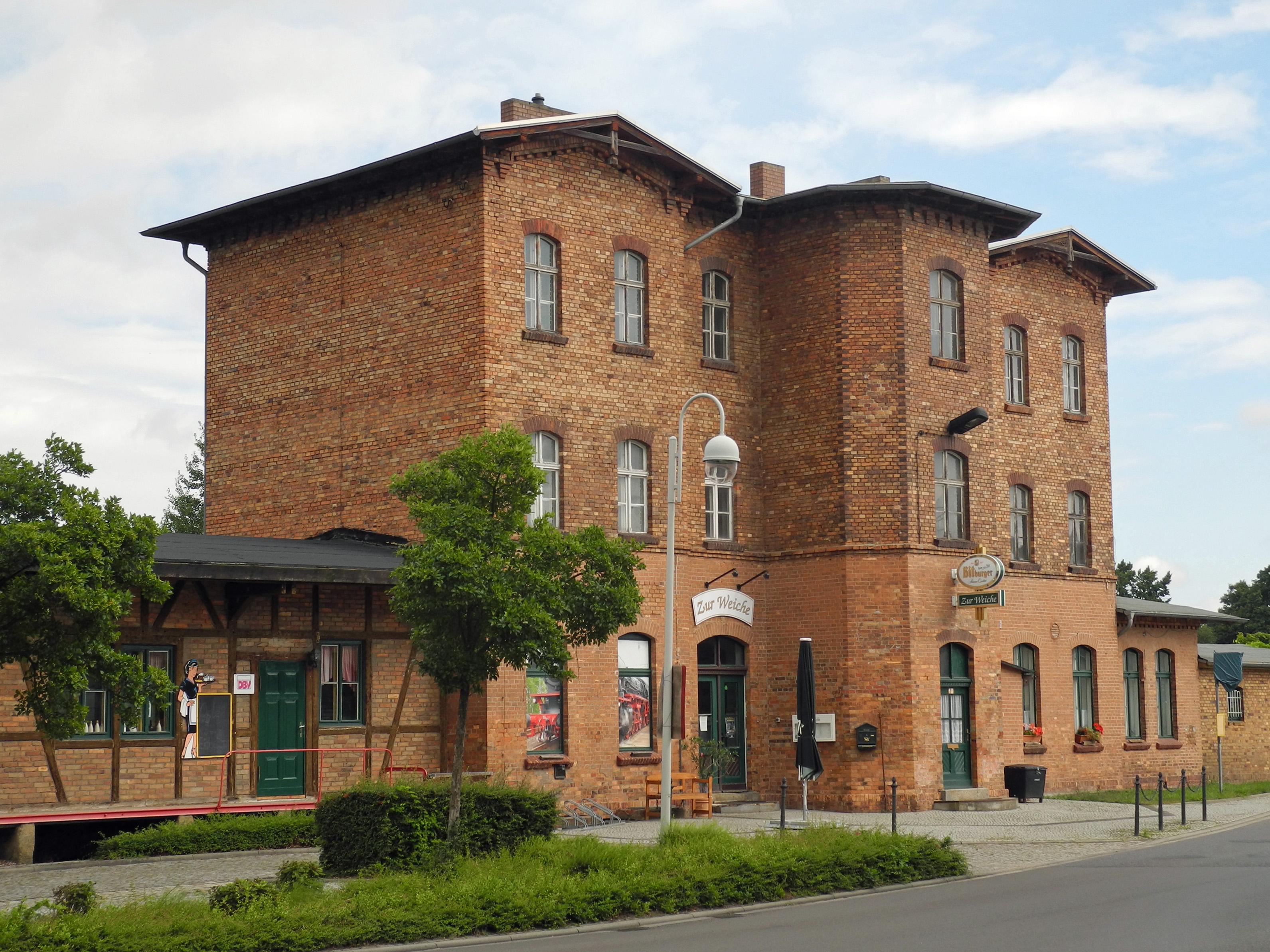
Das Bahnhofsempfangsgebäude des 1897 eröffneten Bahnhofs Luckau Zentrum

In Preußen war Luckau Kreisstadt des Kreises Luckau. Im Jahr 1818 hatte die Stadt 2892 Einwohner und bestand aus 479 Wohngebäuden. Es gab zudem ein Lazarett, acht Windmühlen und eine Scharfrichterei. Im Jahr 1856 gehörten zur Stadt Luckau noch 22 Ratsdörfer. Bei der Volkszählung am 1. Dezember 1871 hatte Luckau 4917 Einwohner in 1132 Haushalten; von den Einwohnern waren 2525 Männer und 2392 Frauen; 894 Einwohner waren Kinder unter zehn Jahren. Der mit Abstand größte Teil der Bevölkerung war evangelisch-lutherischer Konfession, es gab aber auch 51 Katholiken und 23 Juden in der Stadt. Am 20. Dezember 1897 wurde Luckau mit dem Bahnhof an der Strecke der Niederlausitzer Eisenbahn an das Bahnnetz angeschlossen. Seit Anfang des 20. Jahrhunderts war Luckau ein bekanntes Moorbad. Im Jahr 1925 hatte die Stadt 4394 Einwohner, bis 1939 stieg die Einwohnerzahl auf 5001 an.
Auf der Gemarkung Alteno befand sich zur Zeit des Nationalsozialismus und während des Zweiten Weltkrieges der Fliegerhorst Alteno. Er diente überwiegend der Ausbildung von Flugzeugführern der Luftwaffe. Erst 1944/45 lagen auch aktive fliegende Einheiten hier. Später nutzten die Luftstreitkräfte der Nationalen Volksarmee den Flugplatz als Dezentralisierungsflugplatz für das Jagdfliegergeschwader 1 „Fritz Schmenkel“. Nach Kriegsende gehörte Luckau zur Sowjetischen Besatzungszone und kam somit 1949 zur DDR. Bei der Gebietsreform am 25. Juli 1952 wurde der Landkreis Luckau sehr stark verkleinert, aus dem deutlich kleineren Nordteil wurde der neue Kreis Luckau im Bezirk Cottbus gebildet. 1953 kam es am Bahnhof Uckro zu einem Zwischenfall bei der Flucht der tschechischen Brüder Mašín nach West-Berlin, die eine Großfahndung der Volkspolizei auslöste und mehrere Tote forderte.
Nach der Wiedervereinigung blieb Luckau zunächst übergangsweise Kreisstadt des Landkreises Luckau im Land Brandenburg. Am 25. Mai 1992 bildete die Stadt mit 16 weiteren Gemeinden das Amt Luckau und übernahm somit den Großteil der Verwaltungsarbeit für die umliegenden Gemeinden. Bei der Gebietsreform am 6. Dezember 1993 ging Luckau im neuen Landkreis Dahme-Spreewald auf, womit die Stadt nach über 500 Jahren den Status einer Kreisstadt verlor. Am 1. Juni 1996 wurde der regelmäßige reguläre Bahnverkehr am Bahnhof Luckau Zentrum eingestellt. Im Jahr 2000 war Luckau Standort der brandenburgischen Landesgartenschau. Unter anderem wurde ein neun Hektar großer Stadtpark angelegt. Das Amt Luckau wurde nach der Gemeindegebietsreform am 26. Oktober 2003 aufgelöst, nachdem die letzten vier verbliebenen Mitgliedsgemeinden nach Luckau eingemeindet worden waren.
Eingemeindungen
Im Jahr 1950 wurde Sando eingegliedert, 1957 kam Wittmannsdorf hinzu. 1997 folgte Gießmannsdorf. Im Jahr 1998 wurden zwei weitere Gemeinden eingegliedert, Ende 1999 sechs. Freesdorf wurde zum 31. Dezember 2000 eingegliedert. Zwei weitere Orte folgten Ende 2001. Uckro kam dann 2002 hinzu. Vier weitere Gemeinden wurden im Jahr 2003 eingemeindet.
| Ehemalige Gemeinde    | Datum                                         | Anmerkung                                                                                           |
| --------------------- | --------------------------------------------- | --------------------------------------------------------------------------------------------------- |
| Alteno                | 15. März 1973                                 | Eingemeindung nach Duben                                                                            |
| Bergen                | 31. Dezember 1998                             | |
| Cahnsdorf             | 26. Oktober 2003                              | |
| Duben                 | 26. Oktober 2003                              | |
| Egsdorf               | 31. Dezember 1999                             | |
| Frankendorf           | 1. Juli 1950                                  | Eingemeindung nach Görlsdorf                                                                        |
| Freesdorf             | 31. Dezember 2000                             | |
| Fürstlich Drehna      | 1. Juli 1950 1. Januar 1991 31. Dezember 1999 | Umbenennung in Drehna Umbenennung von Drehna Eingemeindung nach Luckau                              |
| Garrenchen            | 1. Juli 1950                                  | Eingemeindung nach Görlsdorf                                                                        |
| Gießmannsdorf         | 30. November 1997                             | |
| Görlsdorf             | 26. Oktober 2003                              | |
| Kaden                 | 15. März 1973                                 | Eingemeindung nach Duben                                                                            |
| Karche                | 1. Januar 1957                                | Zusammenschluss mit Zaacko zu Karche-Zaacko                                                         |
| Karche-Zaacko         | 31. Dezember 1999                             | |
| Kreblitz              | 31. Dezember 1999                             | |
| Kümmritz              | 31. Dezember 1999                             | |
| Pelkwitz              | 1. August 1973                                | Eingemeindung nach Zöllmersdorf                                                                     |
| Presehnchen           | 1. Juli 1950                                  | Eingemeindung nach Schlabendorf; 1987/88 für den Tagebau Schlabendorf-Süd vollständig abgebaggert   |
| Rüdingsdorf           | 1. April 1974                                 | Eingemeindung nach Gießmannsdorf                                                                    |
| Sando                 | 1. Juli 1950                                  | |
| Schlabendorf          | 26. Oktober 2003                              | |
| Schollen              | 1. Juli 1950                                  | Eingemeindung nach Karche                                                                           |
| Stiebsdorf            | 6. August 1964                                | Eingemeindung nach Drehna; 1983 für den Tagebau Schlabendorf-Süd vollständig abgebaggert            |
| Stöbritz              | 1. Oktober 1962                               | Zusammenschluss mit Willmersdorf zu Willmersdorf-Stöbritz                                           |
| Stoßdorf              | 1. Januar 1957                                | Eingemeindung nach Egsdorf; 1954 für den Tagebau Schlabendorf-Nord vollständig abgebaggert          |
| Terpt                 | 31. Dezember 2001                             | |
| Tugam                 | 1. Januar 1961                                | Eingemeindung nach Drehna                                                                           |
| Uckro                 | 1. Juni 2002                                  | |
| Wanninchen            | 1. Juli 1950                                  | Eingemeindung nach Görlsdorf; bis auf ein Gebäude 1986 für den Tagebau Schlabendorf-Süd abgebaggert |
| Wierigsdorf           | 14. April 1966                                | Eingemeindung nach Gießmannsdorf                                                                    |
| Willmersdorf          | 1. Oktober 1962                               | Zusammenschluss mit Stöbritz zu Willmersdorf-Stöbritz                                               |
| Willmersdorf-Stöbritz | 31. Dezember 1999                             | |
| Wittmannsdorf         | 1. Januar 1957                                | |
| Zaacko                | 1. Januar 1957                                | Zusammenschluss mit Karche zu Karche-Zaacko                                                         |
| Zieckau               | 1. September 1998                             | |
| Zöllmersdorf          | 31. Dezember 2001                             | |

## Bevölkerungsentwicklung
| Jahr | Einwohner |
| ---- | --------- |
| 1875 | 4.842     |
| 1890 | 4.514     |
| 1910 | 4.216     |
| 1925 | 4.394     |
| 1933 | 4.636     |
| 1939 | 4.812     |

| Jahr | Einwohner |
| ---- | --------- |
| 1946 | 6.145     |
| 1950 | 6.190     |
| 1964 | 6.307     |
| 1971 | 6.438     |
| 1981 | 6.632     |
| 1985 | 6.402     |

| Jahr | Einwohner |
| ---- | --------- |
| 1990 | 06.059    |
| 1995 | 05.557    |
| 2000 | 07.904    |
| 2005 | 10.642    |
| 2010 | 10.130    |
| 2015 | 09.558    |

| Jahr | Einwohner |
| ---- | --------- |
| 2020 | 9.443     |
| 2021 | 9.466     |
| 2022 | 9.157     |
| 2023 | 9.227     |
| 2024 | 9.203     |

Gebietsstand des jeweiligen Jahres, Einwohnerzahl: Stand 31. Dezember (ab 1991), ab 2011 auf Basis des Zensus 2011, ab 2022 auf Basis des Zensus 2022
Der Bevölkerungsanstieg zwischen 1995 und 2005 ist auf die schrittweise Eingliederung der Gemeinden des Amtes Luckau zurückzuführen. Die Einwohnerzahlen stammen vom Amt für Statistik Berlin-Brandenburg und können auf Grund unterschiedlicher Berechnungsvorschriften Abweichungen zu den vom Einwohnermeldeamt herausgegebenen Zahlen aufweisen.

## Politik

### Stadtverordnetenversammlung
Die Stadtverordnetenversammlung von Luckau besteht aus 18 Mitgliedern und dem hauptamtlichen Bürgermeister. Die Kommunalwahl am 9. Juni 2024 führte zu folgendem Ergebnis:
| Partei / Wählergruppe                 | Ergebnis 2024 | Sitze 2024 |        | Ergebnis 2019 | Sitze 2019 | Ergebnis 2014 | Sitze 2014 | Ergebnis 2008 | Sitze 2008 |
| ------------------------------------- | ------------- | ---------- | ------ | ------------- | ---------- | ------------- | ---------- | ------------- | ---------- |
| Luckau-Land                           | 22,6 %        | 4          | 13,6 % | 2             | 14,8 %     | 3             | 18,1 %     | 4             |            |
| Unabhängige Wählergemeinschaft Luckau | 19,6 %        | 4          | 12,7 % | 2             | 13,7 %     | 2             | 08,8 %     | 2             |            |
| SPD                                   | 18,8 %        | 3          | 15,1 % | 3             | 17,4 %     | 3             | 26,3 %     | 6             |            |
| CDU                                   | 15,0 %        | 3          | 17,4 % | 3             | 19,5 %     | 4             | 19,8 %     | 4             |            |
| FDP                                   | 06,8 %        | 1          | 08,7 % | 2             | 12,8 %     | 2             | 06,1 %     | 1             |            |
| Die Linke                             | 06,6 %        | 1          | 08,5 % | 2             | 13,2 %     | 2             | 17,2 %     | 4             |            |
| Einzelbewerber Andreas Jahnke         | 04,9 %        | 1          | 04,0 % | 1             | –          | –             | –          | –             |            |
| Volt                                  | 03,0 %        | 1          | –      | –             | –          | –             | –          | –             |            |
| Bündnis 90/Die Grünen                 | 02,7 %        | –          | 08,0 % | 1             | 04,9 %     | 1             | 03,7 %     | 1             |            |
| AfD                                   | –             | –          | 11,9 % | 2             | 03,6 %     | 1             | –          | –             |            |

### Bürgermeister
- 1990–2010: Harry Müller (parteilos)[20]
- seit 2010: Gerald Lehmann (parteilos)

Lehmann wurde in der Stichwahl am 11. Oktober 2009 zum neuen Bürgermeister gewählt. Er wurde am 24. September 2017 mit Mandat der Unabhängigen Wählergemeinschaft und der FDP mit 78,5 % der gültigen Stimmen für weitere acht Jahre in seinem Amt bestätigt.

### Wappen
Das Luckauer Wappen wurde am 4. Januar 2005 genehmigt.
| Wappen von Luckau | Blasonierung: „In Silber auf grünem Rasen ein schreitender, widersehender gold-bewehrter roter Stier mit über den Rücken geschlagenem Schweif.“ |
| Wappen von Luckau | Wappenbegründung: Das älteste Siegelbild der Stadt Luckau ist für das Jahr 1298 belegt und zeigt einen Teil der Stadtbefestigung mit Turm, in dessen Tor sich das Wappen des Markgrafen von Meißen befindet. Erst ab dem 14. Jahrhundert verwendete die Stadt ein Wappenbild mit einem schreitenden rechtsgewandten Stier. Dabei handelt es sich um ein redendes Wappen. Das Symbol des Evangelisten Lukas ist der Stier. Vom Wappen Luckaus wurde das Wappen der Niederlausitz, deren Hauptstadt Luckau einst war, abgeleitet. |

### Städtepartnerschaften und -freundschaften
- Sława (deutsch Schlawa), Polen
- Ilsede, Niedersachsen, seit 1990[25]
- Merzig, Saarland, seit 2009
- Hansestadt Warburg, Nordrhein-Westfalen, seit 1992
- Plochingen, Baden-Württemberg[26]

## Sehenswürdigkeiten und Kultur
In der Liste der Baudenkmale in Luckau und in der Liste der Bodendenkmale in Luckau sind die in der Denkmalliste des Landes Brandenburg eingetragenen Kulturdenkmale verzeichnet.
Die Altstadt von Luckau ist in den letzten Jahrhunderten von Kriegs- und sonstigen Zerstörungen im Wesentlichen verschont geblieben und durch historische Bebauung aus dem 17. bis 20. Jahrhundert in seltener Geschlossenheit geprägt. Die Stadt ist Mitglied der Arbeitsgemeinschaft „Städte mit historischen Stadtkernen“ im Land Brandenburg.

### Baudenkmäler

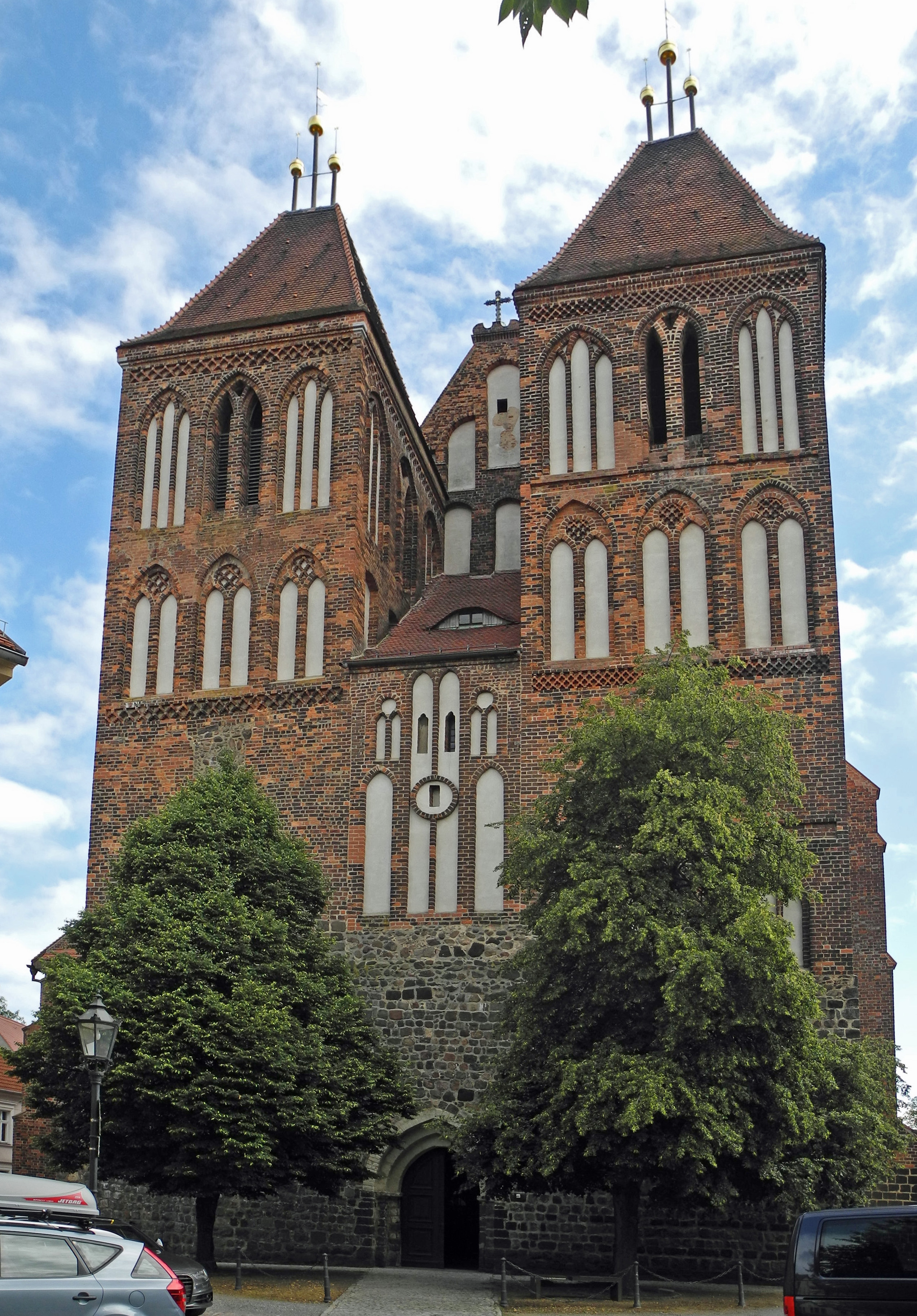
St.-Nikolai-Kirche

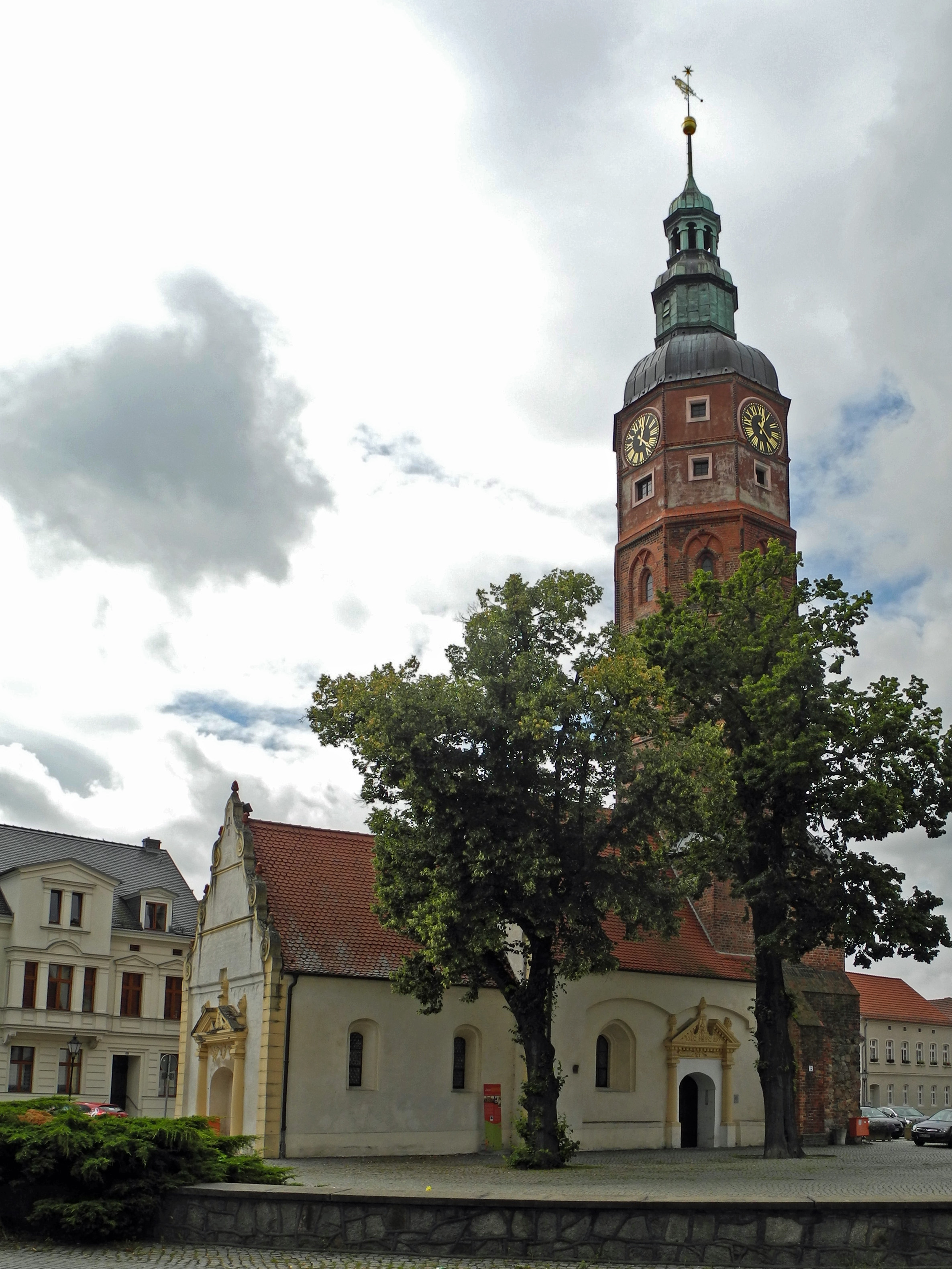
Georgenkapelle und Hausmannsturm

Die evangelische St.-Nikolai-Kirche ist eine gotische zweitürmige Hallenkirche und wurde ab 1375 bis etwa 1437 errichtet. Im 15. Jahrhundert erfolgten weitere An- und Umbauten. Bei dem Kirchenbrand von 1644 gingen große Teile der mittelalterlichen Ausstattung verloren. Die Wiederherstellung im Inneren erfolgte unter der Leitung der Architekten Petzsch und Bärgt im reichen Barockstil. Die Orgel wurde von 1672 bis 1674 durch den Leipziger Orgelbauer Christoph Donat errichtet, sie besitzt einen reich gegliederten barocken Prospekt. Um 2002 wurden Renovierungsmaßnahmen an der Kirche durchgeführt.
Vor dem Bau der Pfarrkirche St. Nikolai diente die Georgenkapelle aus dem 13. Jahrhundert als Kirchengebäude. Seit der Reformation wird die Kapelle nicht mehr als Gotteshaus genutzt. Bis 1935 diente die Georgenkapelle als Gerätehaus der Luckauer Feuerwehr. Weitere Kirchengebäude im Stadtgebiet sind die Autobahnkirche Duben und die Dorfkirchen Cahnsdorf, Egsdorf, Frankendorf, Fürstlich Drehna, Gießmannsdorf, Görlsdorf, Kreblitz, Kümmritz, Paserin, Schlabendorf, Stöbritz, Terpt, Uckro, Zieckau, Zöllmersdorf.
Große Teile der 1800 Meter langen Stadtmauer aus dem 13. und 14. Jahrhundert sind erhalten. Besonders markant ist der Rote Turm. Das Luckauer Rathaus wurde im 15. Jahrhundert errichtet und brannte im Jahr 1652 nieder. Bis 1675 wurde es wieder aufgebaut. Nach der Auflösung der Patrimonialgerichte im Jahr 1849 wurde das Rathaus um das königliche Kriegsgericht erweitert und musste aus Platzgründen aufgestockt werden. Der Marktplatz wird von zahlreichen barocken Wohnhäusern aus dem 17. Jahrhundert umsäumt, die zuletzt in den 1990er Jahren restauriert wurden. Einige dieser Bauten sind durch italienische Barockbaumeister reich stuckiert und mit prächtigen Fassaden versehen worden. Auf dem Marktplatz Luckau und in der Region um Luckau wurden 1965 filmische Abschlussszenen des Antikriegsdramas Die Abenteuer des Werner Holt gedreht, im Mittelpunkt der zweite Hauptdarsteller Manfred Karge.

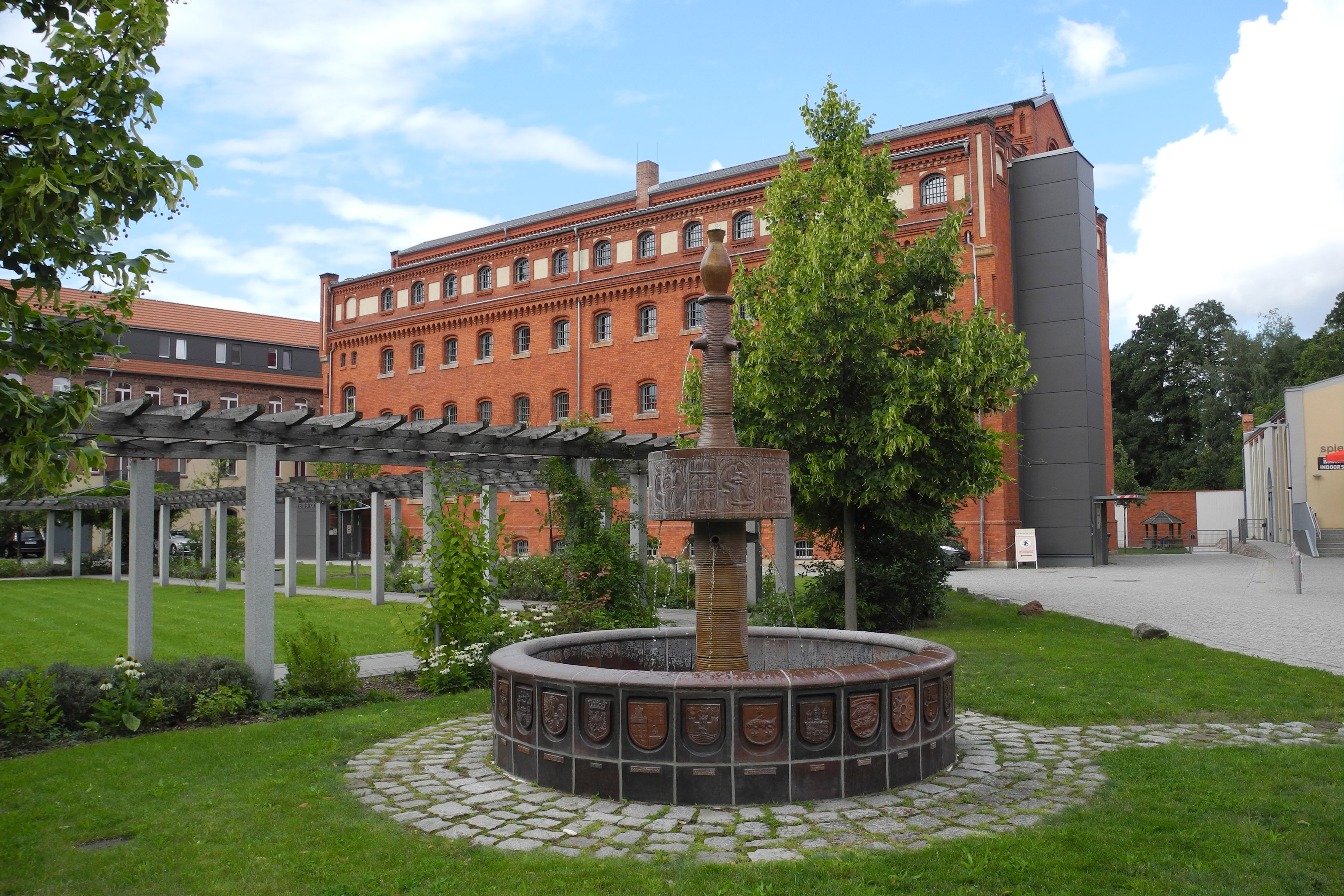
Dominikanerkloster und spätere JVA Luckau

In der seit 1747 in einem ehemaligen Dominikanerkloster (1291–1546) aus dem Mittelalter in der Nähe des Marktes untergebrachten Justizvollzugsanstalt Luckau war von 1916 bis 1918 der sozialistische Politiker Karl Liebknecht inhaftiert. Daran erinnert eine Bronzestatue des Bildhauers Theo Balden, die 1969 auf dem Marktplatz aufgestellt und nach 1990 an ihren jetzigen Standort in einer Grünanlage an der Stadtmauer im Bereich des Gefängnisses umgesetzt wurde. Während der Zeit des Nationalsozialismus waren hier etwa 1.000 zumeist politische Häftlinge inhaftiert, unter ihnen Wolfgang Abendroth, Robert Uhrig und Günther Weisenborn. Nach Schließung der Haftanstalt im April 2005 wurden dort Teile des Films „Vier Minuten“ gedreht, der den Deutschen Filmpreis 2007 (für 2006) gewann. In der ehemaligen Klosterkirche wurde am 28. November 2008 nach erfolgter Restaurierung das Niederlausitz-Museum eröffnet, das bis dahin andernorts in der Altstadt untergebracht war.

### Gedenkstätten
- Das Bronzedenkmal Karl Liebknechts, der zwei Jahre im Zuchthaus Luckau[28][29] einsaß, wurde 1969 auf dem Marktplatz aufgestellt und nach der Wende an einen neuen Standort an der Stadtmauer bei der Nonnengasse verlegt.
- Ein Denkmal für die Opfer des Nationalsozialismus befindet sich auf dem August-Bebel-Platz
- Ein Gedenkstein für politische Häftlinge befindet sich seit 1946/47 auf dem Friedhof an der Lübbener Straße (Feld 87) auf einem Ehrengrab, er erinnert an 25 im Zuchthaus umgekommene politische Häftlinge.
- Die Gedenktafel für Häftlinge aus dem sowjetischen Speziallager Sachsenhausen erinnert seit 2002 an die 800 aus dem sowjetischen Speziallager überführten Häftlinge, von denen mindestens 23 in Luckau starben. Die Tafel befindet sich an der Stadtmauer der Nordpromenade, ca. 100 m nördlich des Liebknecht-Denkmals.
- In einem Waldstück bei Uckro liegt eine Ehrengrabanlage mit Gedenkstein für acht sowjetische Kriegsgefangene, die 1942 gestorben sind.
- Vor der Grundschule des Ortsteiles Uckro befindet sich ein Gedenkstein, der mit Worten des Kommunisten Robert Uhrig an den Widerstand gegen den Nationalsozialismus erinnert.

### Museen

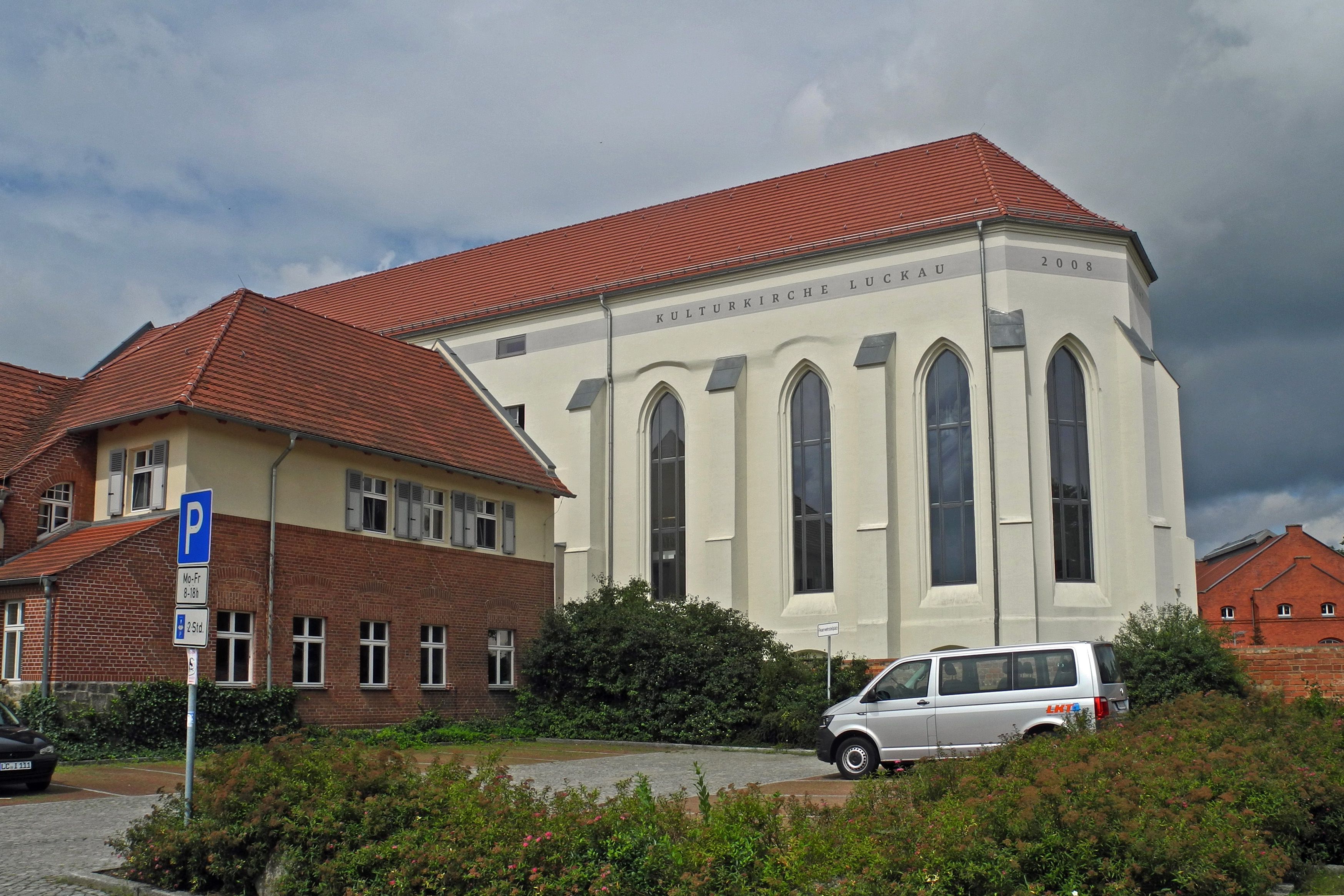
Kulturkirche Luckau

Im Rahmen des Kulturlandjahres Brandenburg 2008 wurde das Niederlausitz-Museum Luckau in der Kulturkirche, einst Kirche des 1291 gegründeten Dominikanerklosters und zuletzt bis 2005 Gefängnis, neu eröffnet. Es steht in der Tradition des 1912 gegründeten Kreis-Heimatmuseums. Die Sammlung mit über 15.000 Objekten, betrifft vor allem die nordwestliche Niederlausitz mit dem Altkreis Luckau. In den Ausstellungen „Luckau – Tor zur Niederlausitz. Mensch – Kultur – Natur“ mit Katalog (2010 mit dem Designerpreis des Landes Brandenburg ausgezeichnet) und „Im Knast. Haftalltag und Strafvollzug in Luckau (1747–2005)“ wird der Besucher auf die Geschichte Luckaus und der Region mit ihren Besonderheiten eingestimmt. Mehrfach pro Jahr wechselnde Sonderausstellungen, museumspädagogische Aktionen und Führungen, eine Präsenzbibliothek und die Touristinformation ergänzen das Bildungs- und Erlebnisangebot. In der ehemaligen Jugendhaftanstalt befand sich von 2010 bis 2020 das Museum für Humor und Satire der Stiftung Cartoonmuseum Brandenburg mit Dauer- und Sonderausstellungen, einer der Themenschwerpunkte sind DDR-Karikaturen. Ein neuer Standort für das Museum und/oder die Sammlung wurde noch nicht gefunden.

### Vereine
In Luckau sind rund 80 Vereine aktiv. Größter Sportverein ist der FSV Rot-Weiß Luckau mit über 300 Mitgliedern. Der Handballverein HC Spreewald stammt aus Lübben und Luckau. In den Ortsteilen existieren weitere Sportvereine, in Luckau und Fürstlich Drehna sind zudem jeweils ein Motorsportclub beheimatet. Des Weiteren gibt es in der Stadt Luckau einen Heimatverein, einen Karnevalsverein, einen Feuerwehrverein und weitere.
Der Nachbarschaftsverein „Noppern vom Töpferende“ wurde erstmals 1523 dokumentiert und ist vermutlich der älteste bis heute bestehende Verein in Luckau. Entstanden sind die Noppern in dem westlichen Gebiet der Luckauer Vorstadt im Bereich Sandoer Vorstadt, Lindenstraße und des Angers. Die Sonderausstellung „Miteinander vor der Stadt – 500 Jahre Noppern“ des Niederlausitz-Museums zeigt 2023 die 500-jährige Geschichte dieser besonderen Luckauer Gemeinschaft.

## Wirtschaft und Infrastruktur

### Bildung
In Luckau gibt es eine Grundschule, eine Oberschule und das Bohnstedt-Gymnasium. Das Bohnstedt-Gymnasium bzw. dessen Vorgängerschulen gehen bis ins 13. Jahrhundert zurück und ist das vermutlich älteste Gymnasium in Brandenburg.

### Verkehr

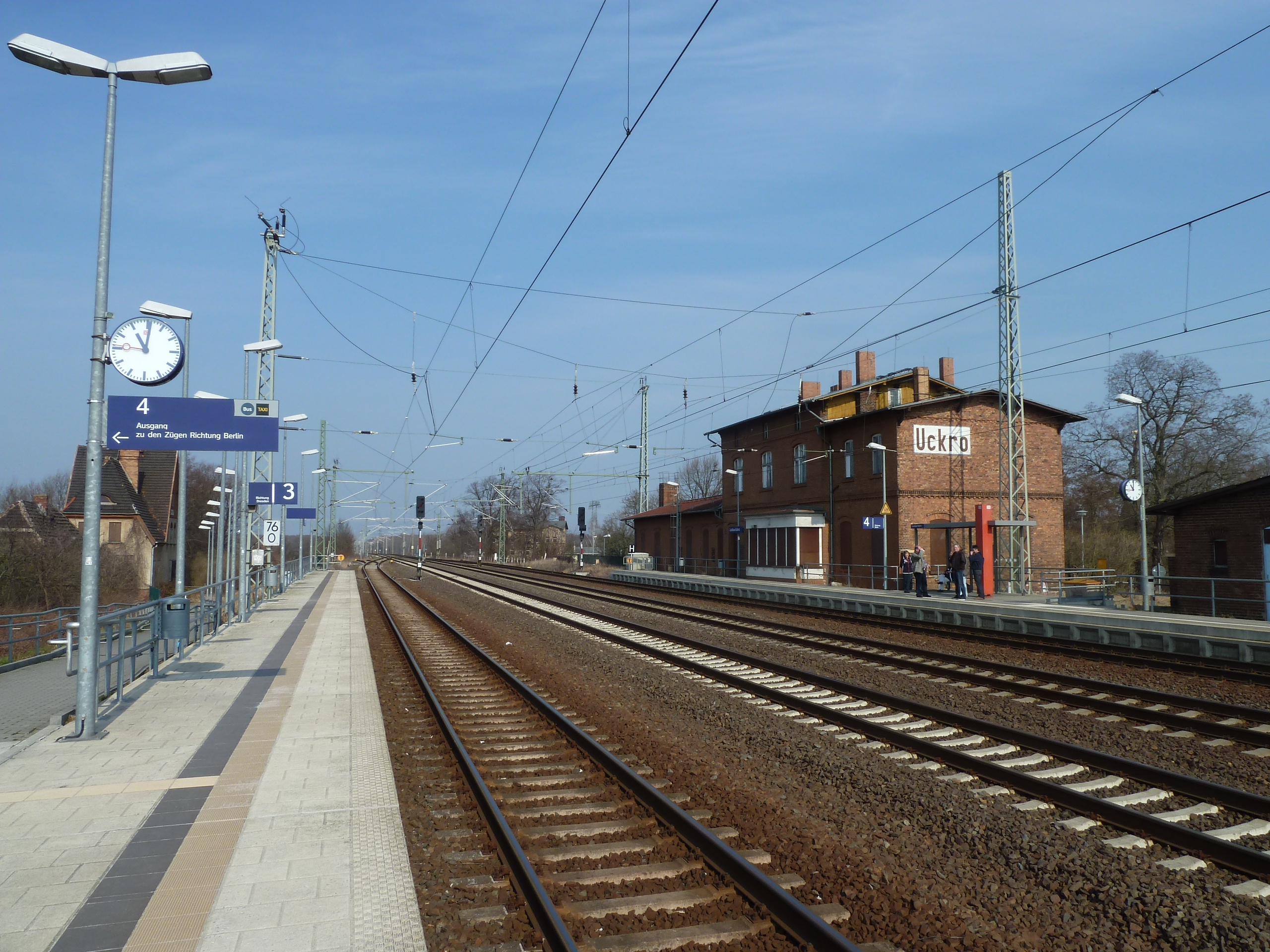
Bahnhof Luckau-Uckro

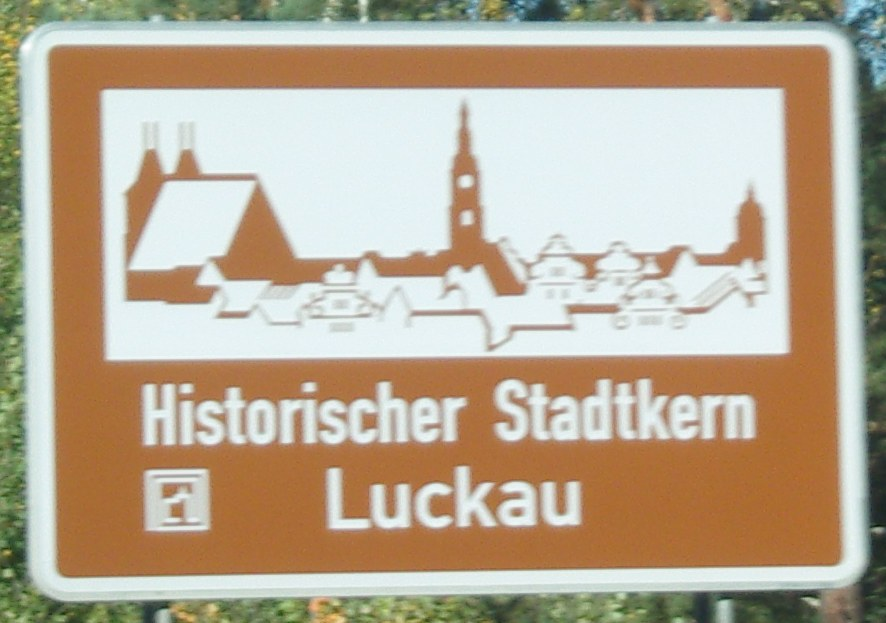
Touristische Unterrichtungstafel an der A 13

Der Bahnhof Luckau-Uckro befindet sich etwa 10 km westlich vom Stadtzentrum im Ortsteil Uckro an der Bahnstrecke Berlin–Dresden. Dort halten die Züge der Regional-Express-Linie RE 8 nach Berlin sowie nach Elsterwerda und Finsterwalde (nur wochentags).
Der an der Nebenstrecke Uckro–Lübben gelegene Bahnhof Luckau Zentrum (früher Luckau) – wie auch der Haltepunkt Zöllmersdorf – wurde seit der Einstellung des Personenverkehrs durch die Deutsche Bahn AG am 28. Februar 1995 (Strecke Luckau–Uckro) bzw. 1. Juni 1996 (Strecke Luckau–Lübben) noch bis 2008 im Saisonverkehr von dem Privatbahnunternehmen Deutsche Regionaleisenbahn bedient. Seit 2021 bietet ein örtlicher Verein wieder gelegentliche Sonderfahrten nach Lübben an. Bis 1945 ging von dem Bahnhof auch eine Verbindung nach Finsterwalde ab, die als Reparationsleistung zwischen Luckau und Crinitz demontiert wurde.
Durch die Regionale Verkehrsgesellschaft Dahme-Spreewald ist Luckau mit einer PlusBus- sowie weiteren Regionalbuslinien erreichbar.
Luckau liegt am Knotenpunkt der Bundesstraßen 87 (Herzberg (Elster)–Lübben), B 96 (Zossen–Finsterwalde) und B 102 (nach Jüterbog). In den Jahren 2003/2004 wurde die Ortsumgehung Luckau fertiggestellt. Etwa zehn Kilometer östlich der Stadt befindet sich die Autobahnanschlussstelle Duben an der Autobahn A 13. Die Dorfkirche des Ortsteils Duben ist gleichzeitig eine Autobahnkirche.

### Wirtschaft
Luckau wird seit dem 1. Juli 2019 als Mittelzentrum ausgewiesen.

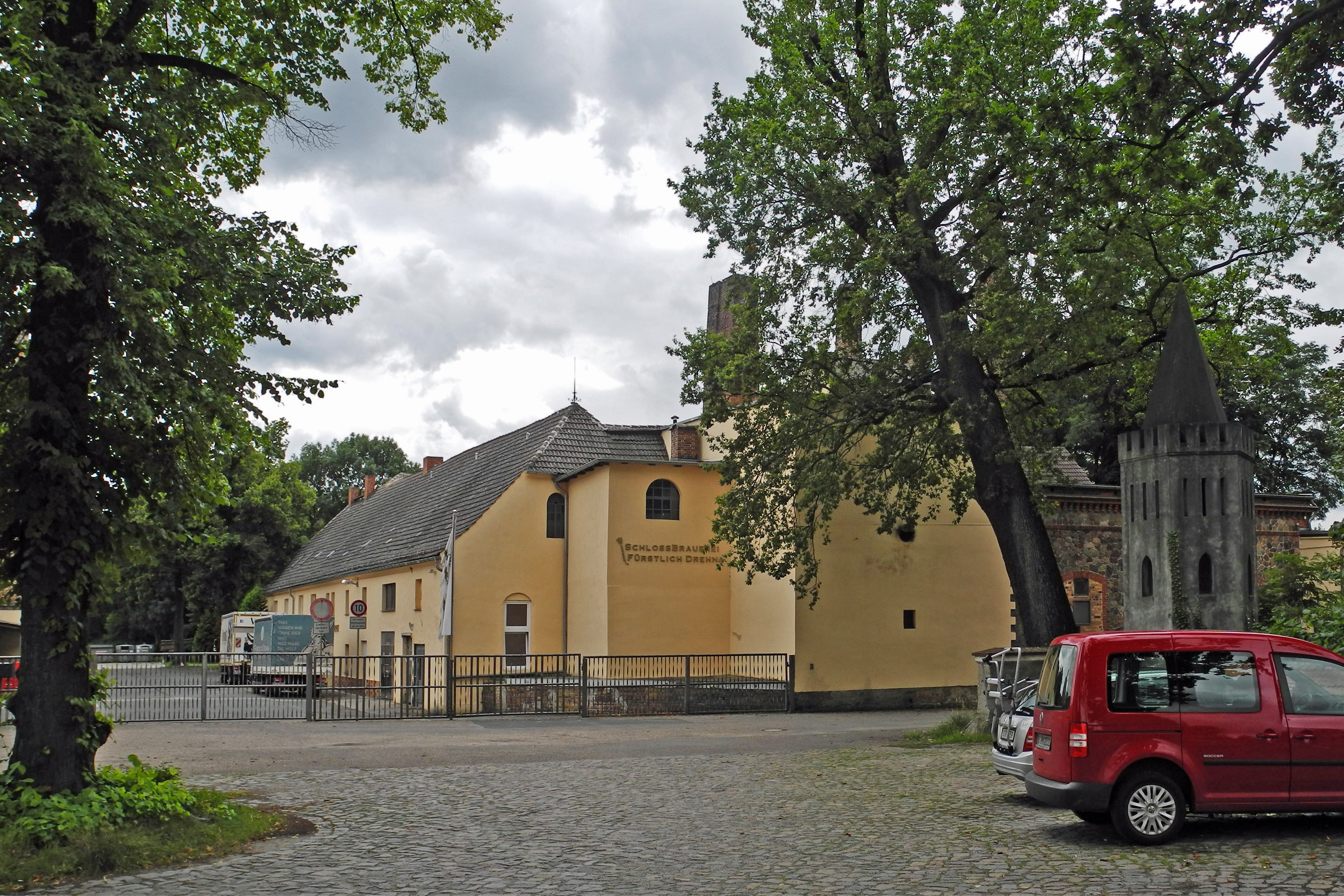
Schlossbrauerei Fürstlich Drehna

Die Stadt verfügt über mehrere Gewerbegebiete: Luckau Ost und West sowie das Industriegebiet Luckau-Alteno. Überregionale Firmen sind die Wolffkran International AG, Keimfarben GmbH und J. D. Geck GmbH. Im Ortsteil Fürstlich Drehna befindet sich die seit 1745 existierende Brauerei Fürstlich Drehna. Bis zu seiner Insolvenz betrieb auch Schlecker ein großes Auslieferungslager, das derzeit ungenutzt ist.
Auf dem Gebiet der Stadt stehen zahlreiche Windräder, insbesondere auf der Dubener Platte befindet sich ein großer Windpark.

### Ehemaliger Flugplatz Alteno
Auf dem ehemaligen Flugplatz Alteno wurde seit 2007 die Planung eines UNO-Gesundheitszentrums vorangetrieben. 2011 scheiterte dieses Vorhaben, da man sich mit einigen Grundflächenbesitzern nicht auf den Verkauf einigen konnte.
Bis zur Stilllegung durch die Bundeswehr gab es in Alteno, einem Ortsteil von Duben, einen Militärflugplatz mit einer festen Start- und Landebahn, ein Tanklager und ein Munitionslager. Es waren ebenfalls fernbedienbare stationäre automatische Funkfeuer vom Typ PAR-8 in der Hauptlanderichtung in der Nähe von Alteno „A“ 1000 m und in Groß Radden „AO“ 4000 m vorhanden. Der Flugplatz diente in der DDR zuletzt dem Jagdfliegergeschwader 1 (JG-1) der Luftstreitkräfte der Nationalen Volksarmee am Fliegerhorst Holzdorf bei Jessen (Elster) als Ausweich-, Feld- und Übungsflugpatz. Der Rufname des Flugplatzes war Arno. Bis 2009 wurden auf diesem Gelände Motorsportveranstaltungen der Mehrzweckanlage (MZA) Luckau durchgeführt. Nach einer Zwischennutzung als Lagerplatz für Windkraftanlagen errichtete die Wirsol Solar AG Anfang 2012 auf dem östlichen Teil der Landebahn einen Solarpark mit 21 MWp Spitzenleistung. Das um den ehemaligen Flughafen gelegene Gewerbegebiet verfügt von Lübben aus über einen Bahnanschluss.

## Persönlichkeiten

### Ehrenbürger
- Constantin von Solms-Sonnewalde (1815–1890), Landrat im Kreis Luckau (1870)[37]
- Harry Müller (* 1946), 1990–2010 Bürgermeister in Luckau (2017)[38]

### Söhne und Töchter der Stadt
- Johann Christian Adami (1662–1715), evangelischer Theologe, Generalsuperintendent in Lübben
- Christian Siegmund Georgi (1702–1771), evangelischer Theologe
- Heinrich Wilhelm von Zeschau (1760–1832), sächsischer Generalleutnant
- Johann Baumgarten (1765–1843), Botaniker
- Friedrich Gottlieb Heinrich Fielitz der Jüngere (1774–1813), Mediziner, Herausgeber und Autor
- Heinrich Anschütz (1785–1865), Schauspieler
- Heinrich August Fielitz (1797–1873), Mediziner
- Leopold von Loën (1817–1895), preußischer General
- Hermann Graser (1835–1903), Verlagsbuchhändler
- Hugo Jentsch (1840–1916), Landeshistoriker und Urgeschichtsforscher
- Robert Behla (1850–1921), Mediziner, Geheimer Medizinalrat
- Arthur Zapp (1852–1925), Schriftsteller
- Karl Bochow (1861–1937), Gymnasiallehrer für Mathematik und Naturwissenschaften
- Georg Werner (1868–1947), Präsident des OLG Naumburg
- Hermann Schulze (1870–1962), Tischler und Politiker (SPD), Mitglied der Bremischen Bürgerschaft
- Theodor Schulze (1878–1926), Lehrer, Archivar, Publizist, in Alt-Schlabendorf geboren,  später Direktor des Anhaltischen Staatsarchivs in Zerbst[39]
- Heinrich Gustav Apel (1895–1975), Marionettenspieler[40][41][42]
- Otto Schmidt (1896–1964), Jockey
- Erich Domaschk (1908–1974), Offizier der Wehrmacht im Zweiten Weltkrieg und Mitbegründer des Bundes Deutscher Offiziere (BDO)
- Hans-Detlev Hennig (1927–2017), Bildhauer
- Günter Kochan (1930–2009), Komponist
- Georg Müller (* 1930), Mineraloge
- Herbert Helmrich (1934–2017), Politiker (CDU)
- Jürgen Kißner (1942–2019), Radsportler und -trainer
- Paul Werner Lange (* 1943), Seemann und Schriftsteller
- Carola Holland (* 1947), Illustratorin
- Katrin Martin (* 1950), Schauspielerin
- Gerd-Rüdiger Hoffmann (* 1952), Politiker (Die Linke), 2004–2014 Abgeordneter des Landtages Brandenburg
- Andreas Hermann Apelt (* 1958), Autor, Publizist, Politiker (CDU), Mitglied des Berliner Abgeordnetenhauses
- Dörte Wernick (* 1963), DDR-Bürgerrechtlerin und Pfarrerin
- Fabian Jank (* 1996), Politiker
- Felix Geisler (* 1997), Fußballspieler

### Mit Luckau verbundene Persönlichkeiten
- Friedrich Gottlieb Heinrich Fielitz der Ältere (1749–1820), Mediziner und Autor, Stadtphysicus von Luckau
- Johann Gottlieb Lehmann (1782–1837), Gymnasialdirektor in Luckau und Philologe
- Alexander Reinhold Bohnstedt (1839–1903), Pädagoge und Botaniker sowie Namensgeber des Bohnstedt-Gymnasiums
- Eugen Lasch (1870–1911), Musiker und Komponist, bis 1901 Lehrer und Organist der Nikolaikirche
- Karl Liebknecht (1871–1919), sozialistischer Politiker und Revolutionär, von 1916 bis 1918 Gefangener im Zuchthaus von Luckau
- Hubert Illig (* 1939), Botaniker, lebt in Luckau
- Nadine Graßmel (* 1979), Politikerin (SPD), Mitglied der Stadtverordnetenversammlung von Luckau